# Ubartutu
Ubartutu (ou Ubara-tutu) de Xurupaque foi o último rei antes do dilúvio na Suméria. Governou por 18.600 anos (de 136.800 até o ano de 64.800). Ele foi o filho de Enmendurana, uma figura mitológica Suméria que é frequentemente comparado a Enoque, ao entrar no céu sem morrer. Ubara-Tutu era o rei da Suméria até que uma enchente varreu sua terra, como o imperador Yao e Matusalém.
Depois do dilúvio, a realeza foi restabelecida no Norte da cidade de Quis, de acordo com a Lista Real Sumeriana.
Ubara-tutu é brevemente mencionado na tábua de XI da Epopeia de Gilgamés. Ele é identificado como o pai de Utnapistim, um personagem que é instruído pelo deus Ea a construir um barco a fim de sobreviver ao dilúvio que se aproxima.